# Панайот-Волово
Панайот-Волово (болг. Панайот Волово) — село в Болгарии. Находится в Шуменской области, входит в общину Шумен. Население составляет 356 человек.

## Политическая ситуация
В местном кметстве Панайот-Волово, в состав которого входит Панайот-Волово, должность кмета (старосты) исполняет Пенка Алексиева Христова (Болгарская социалистическая партия (БСП)) по результатам выборов правления кметства.
Кмет (мэр) общины Шумен — Красимир Благоев Костов (Болгарская социалистическая партия (БСП)) по результатам выборов в правление общины.